# Kvazar
Kvazar (eng. quasar, dolazi od riječi quasi stellar radio source: kvazizvjezdani radioizvor) je vrlo udaljena galaktika s izrazito sjajnom (do 10 000 puta sjajnijom od običnih galaktika), zvjezdolikom jezgrom (promjera manjega od 1 svjetlosne godine) koja emitira elektromagnetske valove s velikim crvenim pomakom. Pretpostavlja se da se u središnjem dijelu kvazara nalazi vrlo masivna crna rupa a oko nje akrecijski disk. Pod kutom od 90° u odnosu na akrecijski disk velikom (relativističkom) brzinom izlazi mlaz plina (brzine bliske brzini svjetlosti). Ako je mlaz plina usmjeren prema Zemlji, kvazar se naziva blazar. Drži se da je kvazar rana razvojna faza u razvoju galaktika.
Prvi kvazar, 3C48, otkrili su američki astronomi Allan Sandage i Thomas A. Matthews 1960. Nalikovao je zvijezdi, ali je njegov spektar bio znatno različit od zvjezdanih spektara i sadržavao je nepoznate emisijske spektralne linije. Nakon otkrića još jednog nebeskog tijela sličnih svojstava, 3C273 nizozemski astronom Maarten Schmidt zaključio je da opažane emisijske linije pripadaju poznatim spektralnim serijama vodikova atoma, ali značajno pomaknutim (16%) prema crvenome dijelu spektra (crveni pomak). Danas je poznato više od 1 500 kvazara. Približno 20% poznatih kvazara brzo mijenja sjaj (s periodom od jednog dana ili tjedna) u vidljivom i radio području, dok se kod nekih kvazara promjene sjaja događaju u periodima od približno jedne godine (na primjer kod kvazara 3C48 i 3C273).
Udaljenost kvazara određena je s pomoću Dopplerova učinka i Hubbleova zakona. Većina ih je udaljena približno 7 milijardi svjetlosnih godina. Neki, udaljeni 10 milijardi svjetlosnih godina, udaljuju se od Zemlje brzinom do 250 000 km/s (što je više od 80% brzine svjetlosti), pa su kvazari najudaljenija i najstarija opažena nebeska tijela u svemiru.
Svjetlost kvazara na putu do Zemlje djelomično se apsorbira, pa apsorpcijske linije služe za proučavanje međuzvjezdane tvari.
Kvazar je nebesko tijelo koji prividno izgleda kao obična zvijezda s vrlo izraženim pomakom prema crvenom dijelu spektra. Znanstvenici se slažu da je uzrok tog pomaka isključivo kozmološke prirode, rezultat Hubbleovog zakona prema kojem kvazari moraju biti vrlo udaljena nebeska tijela koja zrače desetke puta više energije nego obične galaksije. Smatra se da su u pitanju jezgre aktivnih galaktika ranog svemira. Neki kvazari pokazuju brze promjene u jakosti svojeg sjaja, što upućuje na činjenicu da su malih dimenzija. Prema trenutno dostupnim podacima, najveći zabilježeni crveni pomak nekog kvazara doseže 6,4 što je vrlo važno svojstvo, jer upućuje na iznimnu udaljenost. Kozmološkim proračunima se ustvrdilo da najstariji kvazari po svojem vremenu postanka odgovaraju vremenu početka stvaranja galaksija.

## Svojstva
Promatrano sa Zemlje, u optičkom dijelu spektra kvazari su slaboga sjaja. No, njihov crveni pomak ukazuje da se nalaze na velikim udaljenostima, te da su intrinsično najsjajniji objekti u svemiru. Trenutno najsjajniji poznati kvazar je 3C 273 u zviježđu Djevice. Njegova srednja prividna magnituda je 12,8 (gledana kroz teleskop), a apsolutna magnituda −26,7. Kada bi ovaj objekt bio na udaljenosti od 10 parseka, bio bi otprilike jednakog sjaja kao i Sunce. Dakle, luminozitet ovog kvazara je otprilike 2x10¹² puta veći od luminoziteta našeg Sunca, ili oko 100 puta veći od ukupne svjetlosti prosječne velike galaksije kao što je Mliječna staza.
Kada je otkriven, smatralo se da kvazar APM 08279+5255 ima apsolutnu magnitudu −32,2. Promatranja s visokom rezolucijom pomoću Svemirskog teleskopa Hubble i 10-metarskog Keck teleskopa otkrila su da se radi o sustavu gravitacijske leće. Pojačanje pomoću gravitacijske leće u ovom sustavu je ~10 puta. Unatoč tome, kvazar je još uvijek puno sjajniji od obližnjih kvazara kao što je 3C 273. Za HS 1946+7658 se smatralo da ima apsolutnu magnitudu −30,3, ali se i u njegovom slučaju pokazalo da je sjaj pojačan pomoću gravitacijske leće.
Luminozitet kvazara može varirati na vremenskoj skali od nekoliko mjeseci, tjedana, dana ili sati. To je navelo znanstvenike da smatraju da je izvor energije kvazara malih dimenzija. Da bi promjene luminoziteta bile koordinirane, svaki dio kvazara mora biti u kontaktu s ostalim dijelovima na istim tim vremenskim skalama. Na primjer, kvazar čiji luminozitet varira na skali nekoliko tjedana ne može biti dimenzija većih od nekoliko svjetlosnih tjedana.
Kvazari i aktivne galaktike imaju mnoga zajednička svojstva. Zračenje nije termalno, neki posjeduju emisiju iz mlazova i režnjeva. Može ih se opažati u gotovo svim područjima elektromagnetskog spektra: radio, infracrvenom, optičkom, ultraljubičastom, području rendgenskog zračenja, pa čak i u području gama-zraka.